# Sphaeradenia laucheana
Sphaeradenia laucheana är en enhjärtbladig växtart som först beskrevs av Maxwell Tylden Masters, och fick sitt nu gällande namn av Gunnar Wilhelm Harling. Sphaeradenia laucheana ingår i släktet Sphaeradenia och familjen Cyclanthaceae.

## Underarter
Arten delas in i följande underarter:
- S. l. irazuensis
- S. l. laucheana